# Dick Axelsson
Dick Axelsson (ur. 25 kwietnia 1987 w Sztokholmie) – szwedzki hokeista, reprezentant Szwecji, olimpijczyk.

## Kariera
- Huddinge IK U16 (2002-2003)
- Huddinge IK J18 (2003-2004)
- Huddinge IK J20 (2004-2006)
- Huddinge IK (2005-2007)
- Djurgården IF (2007-2008)
- Färjestad BK (2008-2011)
  -  Grand Rapids Griffins (2009)
- MODO (2011-2012)
- Frölunda HC (2012-2014)
- HC Davos (2014-2017)
- Färjestad (2017-2018)
- Djurgården (2018-2021)

Wychowanek klubu Mälarhöjden/Bredängs IK. Od końca marca 2014 zawodnik HC Davos. W kwietniu 2017 został ponownie zawodnikiem Färjestad BK, a w czerwcu 2018 Djurgårdens IF. W kwietniu 2021 odszedł z klubu. W maju 2021 ogłosił zakończenie kariery.
Uczestniczył w turniejach mistrzostw świata w 2013, 2014 oraz zimowych igrzysk olimpijskich 2018.

## Sukcesy
Reprezentacyjne
- Złoty medal mistrzostw świata: 2013
- Brązowy medal mistrzostw świata: 2014

Klubowe
- Awans do Allsvenskan: 2006 z Huddinge
- Złoty medal mistrzostw Szwecji: 2009, 2011 z Färjestad
- Złoty medal mistrzostw Szwajcarii: 2015 z HC Davos

Indywidualne
- Elitserien (2010/2011): skład gwiazd